# Make 'Em Laugh

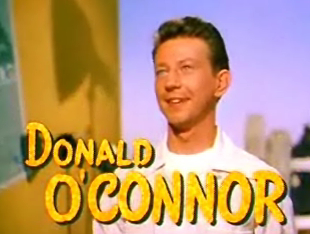
L'acteur Donald O'Connor, interprète de la chanson.

Make 'Em Laugh est une chanson du film Chantons sous la pluie (1952), interprétée par Donald O'Connor. C'est un hymne au monde du spectacle où le rôle premier de l'artiste est avant tout de divertir son public (« Make 'Em Laugh » pouvant se traduire par « Fais-les rire »).

## La scène du film
Cosmo Brown (Donald O'Connor) retrouve sur un plateau de tournage son partenaire Don Lockwood (Gene Kelly) qui continue à penser à la belle Kathy (Debbie Reynolds) qu'il a rencontrée quelques semaines auparavant mais qu'il n'a pu retenir. Pour le consoler de son chagrin d'amour, Cosmo improvise un numéro de danse et de chant, s'adressant d'abord à Don pour lui rappeler qu'il est un comédien et doit avant tout satisfaire son public, puis plus ouvertement aux spectateurs eux-mêmes à travers un numéro autant musical qu'acrobatique à travers les décors d'un studio.
Le tournage de la scène s'avère particulièrement pénible pour l'acteur, gros fumeur à l'époque. Il devra prendre une semaine de repos pour récupérer de la fatigue. Lorsqu'il apprend ensuite que la pellicule a été accidentellement détruite, il accepte par conscience professionnelle de retourner cette scène difficile[réf. nécessaire].

## Un plagiat toléré

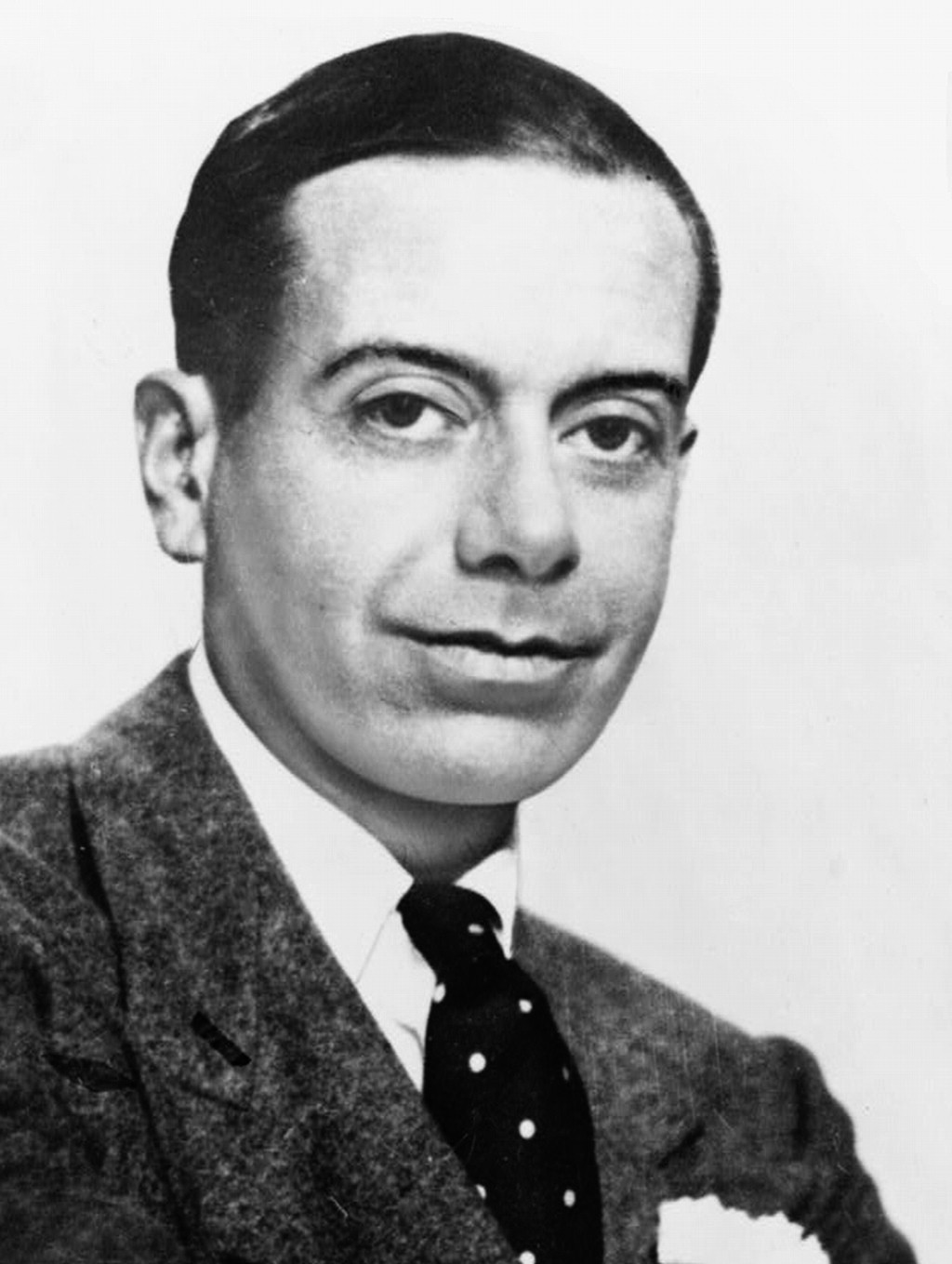
Le compositeur Cole Porter ne portera pas plainte malgré un plagiat flagrant de sa chanson Be a Clown

En 1952, alors qu'il prépare son nouveau film Chantons sous la pluie, le producteur Arthur Freed décide, comme il l'a déjà fait auparavant pour La Pluie qui chante (1946) et Un Américain à Paris (1951), de reprendre quelques-unes des chansons qu'il avait lui-même écrites au début de sa carrière. Celles-ci serviront de trame au film, l'histoire étant ensuite développée en fonction des chansons retenues.
Alors que le tournage approche, Freed décide d'ajouter au film un numéro pour Donald O'Connor. Il lui propose tout d'abord sa chanson « The Wedding of the Painted Doll » mais l'acteur n'est pas emballé, préférant une chanson qui lui permettrait d'effectuer quelques-uns de ses numéros de scène. Freed ne trouve rien dans son catalogue qui puisse convenir. C'est alors que le réalisateur Stanley Donen lui suggère d'écrire une chanson dans le style de Be a Clown (en) interprétée quatre ans plus tôt par Gene Kelly dans le film Le Pirate. Arthur Freed et son partenaire, le compositeur Nacio Herb Brown, acceptent l'idée.
Mais plus qu'une source d'inspiration, la chanson Make 'Em Laugh écrite pour Donald O'Connor est en réalité un plagiat quasi intégral de la chanson de Cole Porter, seules quelques paroles étant modifiées. Stanley Donen n'est pas dupe, mais il n'a pas le dernier mot et la chanson se retrouve dans Chantons sous la pluie. Ironiquement, le personnage de Cosmo Brown dit à Don Lockwood avant de démarrer son numéro : « Ridi, pagliaccio » (« Souris, clown » en italien dans le texte), en référence à l'opéra I Pagliacci de Ruggero Leoncavallo.
Il n'y aura cependant aucune plainte de la part de Cole Porter, pourtant au courant du plagiat, peut-être parce qu'il était reconnaissant à Freed de l'avoir engagé quelques années auparavant pour Le Pirate à une période difficile, alors qu'il venait de connaître deux échecs à Broadway avec Mexican Hayride et Le Tour du monde en quatre-vingts jours.

## Reprises

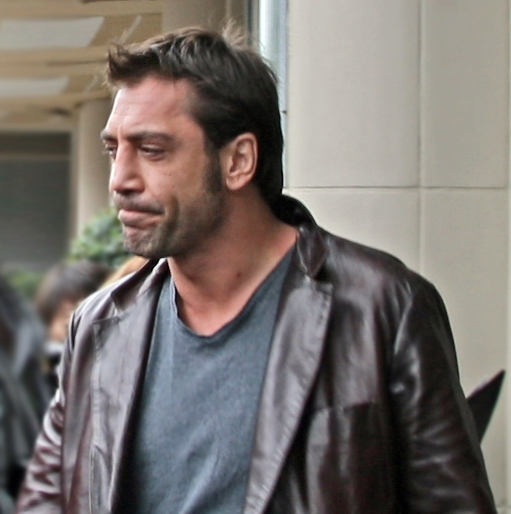
L'acteur Javier Bardem interprète la chanson dans le film Boca a boca (1995).

Le 27 mars 1995, la chanson est interprétée lors de la 67e cérémonie des Oscars par Tim Curry, Kathy Najimy et Mara Wilson.
Au cinéma, on peut l'entendre en 1975 dans le film The Sunshine Boys, puis en 1995 dans le film espagnol Boca a boca où elle est interprétée par Javier Bardem.
À la télévision, la chanson a été reprise de façon parodique dans l'épisode 4-27 « Le seigneur des bateaux » (Peterotica) de la série Les Griffin. Elle est interprétée par Glenn Quagmire alors qu'il visite un sex shop en compagnie de Peter, Cleveland et Joe.
En 2010, on la retrouve dans l'épisode 7 de la deuxième saison de Glee, interprétée par Matthew Morrison dans le rôle de Will Schuester et Harry Shum Jr dans celui de Mike Chang.
En France, à partir des années 1980, l'air de la chanson a été repris dans des publicités pour la marque de matelas Mérinos, « Make 'em Laugh » étant remplacé par « Merinooos ».

## Distinctions
En 2004, la chanson a été classée 49e au classement AFI's 100 Years... 100 Songs des plus grandes chansons du cinéma américain. Deux autres chansons du film Chantons sous la pluie y apparaissent également : Singin' in the Rain à la troisième place et Good Morning à la 72e place.